# 张道一 (工艺美术家)
张道一（1932年—），字易道，男，山东齐东人，中国工艺美术家、工艺美术史论家，曾任南京艺术学院教授、博士生导师。